# Atlético Trujillo
Unión Atlético Trujillo fue un equipo de fútbol venezolano que jugaba en la Segunda División de Venezuela. Disputaba sus partidos de local en el Estadio José Alberto Pérez de la ciudad de Valera en el Estado Trujillo. 
Era conocido como Trujillanos "B" ya que servía de soporte al equipo de primera división Trujillanos FC, pero en 2007 se transformó en Unión Atlético Trujillo. Resultó beneficiado de la expansión realizada por la Federación Venezolana de Fútbol tanto en la Primera como en la Segunda División, superando así la Segunda División B de Venezuela. Su director técnico fue Rodrigo Piñón y su presidente fue Jorge Morales.
A finales de 2008, se proclama campeón del Torneo Apertura 2008 y consigue por primera vez en su historia el ascenso a la primera categoría del fútbol venezolano. No obstante a pesar de que le correspondía ascender a la Primera División de Venezuela, no se inscribiría en dicha categoría la siguiente temporada debido a que la directiva del club inició un proceso de fusión con el Real Esppor Club , con lo cual el equipo se une a la organización blanca y desaparece para dar paso al club de la capital.

## Datos del club

### Competiciones nacionales
- Temporadas en 1ª: 0.
- Temporadas en 2ª: 1.
- Temporadas en 2ªB: 0.
- Temporadas en 3ª: 0.

## Palmarés
- Segunda División de Venezuela (1): 2008/09